# Médaille du Service militaire (Vietnam du Sud)
La médaille du Service militaire (en vietnamien : Quân-Vụ Bội-Tinh) était une décoration militaire du Sud-Vietnam. Créée en 1964, cette médaille récompensait l'accomplissement d'une durée de service prescrite, la bonne conduite et l'esprit de travail dans le service.
La médaille du service militaire comporte cinq grades différents et certains d'entre eux contiennent une petite feuille, à partir du quatrième grade.

Ruban de 5e classe
Ruban de 4e classe
Ruban de 3e classe
Ruban de 2e classe
Ruban de 1e classe

## Source
- (en) Cet article est partiellement ou en totalité issu de l’article de Wikipédia en anglais intitulé « Military Service Medal (South Vietnam) » (voir la liste des auteurs).